# Fabiola Lalinde
Fabiola Lalinde (Belalcázar, 1937-Medellín, 12 de marzo de 2022) fue una pedagoga y activista colombiana, defensora de los Derechos humanos en Colombia. Con su familia emprendió la búsqueda de su hijo Luis Fernando, desaparecido, torturado y asesinado por el ejército colombiano.

## Trayectoria
Tuvo cuatro hijos y trabajaba en Almacenes Ley en la oficina de personal. Su hijo Luis Fernando, estudiante de último semestre de sociología en la Universidad Autónoma Latinoamericana de Medellín, era miembro del Partido Comunista de Colombia - Marxista Leninista. El 3 de octubre de 1984, Luis Fernando se convirtió en el desaparecido número 329 en el país como documentó el periodista Héctor Abad Gómez. En la búsqueda de su hijo, Lalinde fue acusada de narcoterrorista, detenida y encarcelada.
Su investigación permitió conocer que había sido detenido y desaparecido por la Patrulla Militar n.º 22 del Batallón Ayacucho de Manizales. Consiguió encontrar parte de los restos de su hijo e inhumarlos en noviembre de 1996, tras 12 años de búsqueda. Pero continuó su lucha por la memoria y la llamó “Operación Sirirí”, haciendo referencia al ave que se enfrenta a los gavilanes cuando estos se llevan a sus pichones y, en ocasiones, logra recuperarlos. Su caso ha servido como ejemplarizante de un proceso de desaparición forzada y de todo el proceso que tienen que llevar a cabo los familiares en este tipo de búsqueda. En 2016, el Ejército Nacional pidió perdón por su desaparición.
Murió en Medellín el 12 de marzo de 2022.
El 23 de octubre de 2024 se conmemoró por primera vez en Colombia el Día de la Mujer buscadora de Desaparecidos, que recuerda la lucha de hermanas, madres, esposas e hijas en la búsqueda de sus familiares desaparecidos.

## Fondo Fabiola Lalinde y Familia
A finales de octubre de 2014, Lalinde decidió entregar una copia del archivo de la Operación Siriri al Centro Nacional de Memoria Histórica (CNMH), entidad que, de acuerdo a la Ley de Víctimas y Restitución de Tierras, es la encargada de recopilar y preservar todos los archivos que evidencien las graves violaciones de los derechos humanos y al Derecho internacional humanitario en Colombia.
Realizó la donación en 2018 del archivo a la Universidad Nacional de Colombia que lo constituyó como el Fondo Fabiola Lalinde y Familia. Es un legado documental clave para la investigación sobre las organizaciones y las luchas ciudadanas por los Derechos humanos en Colombia, así como sus relaciones con diversas organizaciones internacionales y trasnacionales. Contiene fotografías, pruebas genéticas y otros materiales para la investigación de la antropología forense.
La primera parte del archivo contiene documentación de su infancia y de su vida cotidiana. Estuvo casada pero, tras la separación, se quedó a a cargo de sus hijos. También hay documentación sobre ellos. Luis Fernando estudiaba en el Seminario Menor de Medellín. La segunda parte recoge la documentación relacionada con la desaparición de su hijo y su búsqueda. Incluye los expedientes creados por la familia, la correspondencia con oficinas estatales y organizaciones defensoras de derechos humanos nacionales e internacionales. Estas últimas fueron clave, ya que, tras agotar los recursos legales en el país, la familia, con el apoyo de Héctor Abad Gómez y otros defensores, presentó una demanda ante la Comisión Interamericana de Derechos Humanos (CIDH). Esto dio lugar al primer fallo contra el Estado colombiano por desaparición forzada. Es el archivo más completo de la primera ejecución extrajudicial por la que la CIDH de la Organización de Estados Americanos (OEA) responsabilizó al Estado colombiano.
El 23 de octubre de 2015, la Unesco lo incluyó dentro del Patrimonio Documental de América Latina y el Caribe.

## Reconocimientos
En 2015, recibió el Premio Nacional a la Defensa de los Derechos Humanos en Colombia Por Toda una Vida-Persona.